# Kleingöttfritz
Kleingöttfritz ist eine Ortschaft und eine Katastralgemeinde der Gemeinde Grafenschlag im Bezirk Zwettl in Niederösterreich. Sie liegt südwestlich von Grafenschlag südlich des Tales des Purzelkamps in etwa 815 Metern Seehöhe auf einer freien Fläche und stellt sich der Siedlungsform nach als planmäßig angelegter Bauernweiler dar.

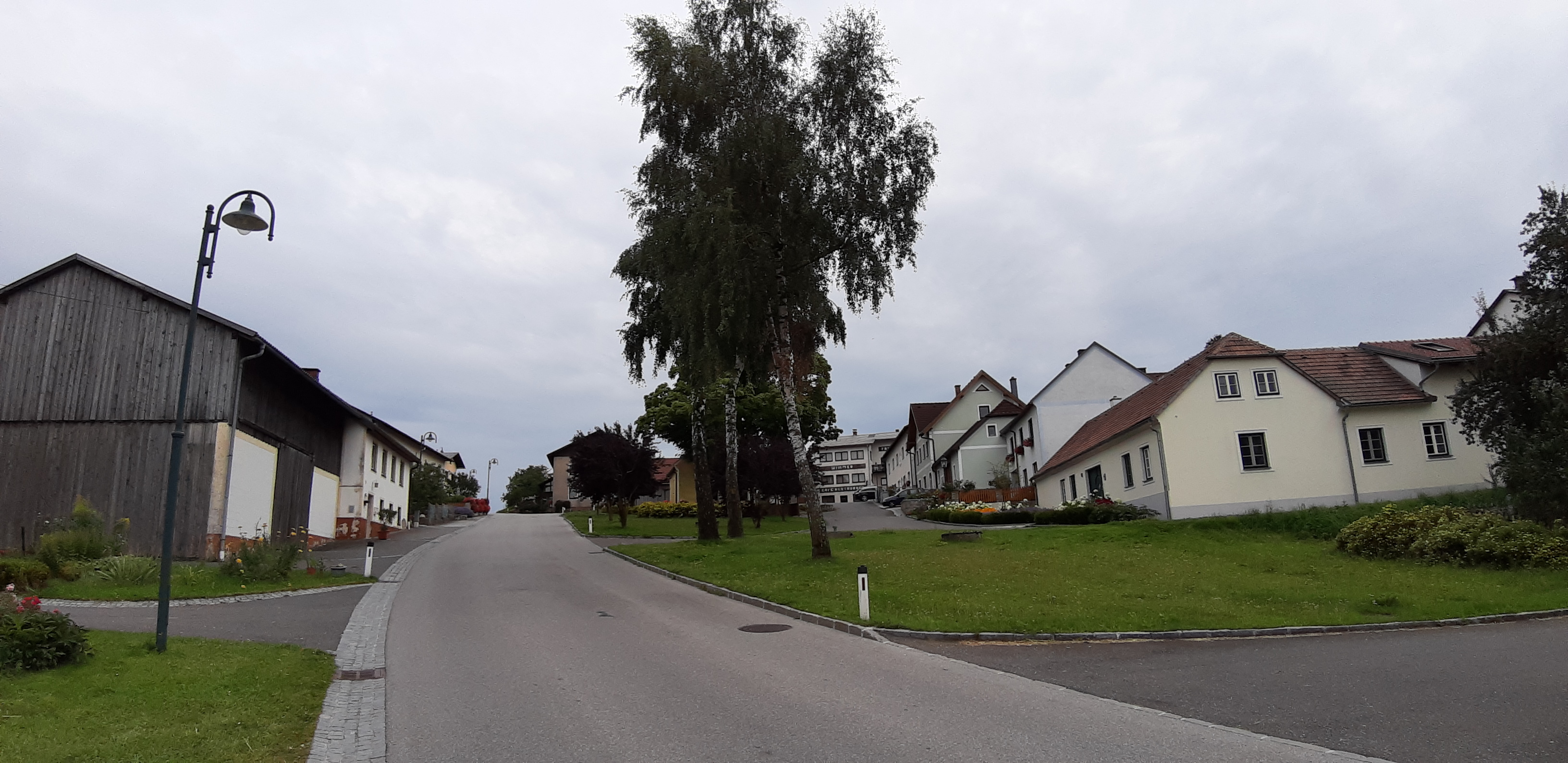
Blick in den Ort

Im Ortsgebiet befinden sich auch noch die Einzellagen Hausmühle, Nagelhof und Zwickelmühle. Der Sindlashof oder auch Schweitzerhof genannt wurde in den 1960er Jahren verlassen und abgetragen.

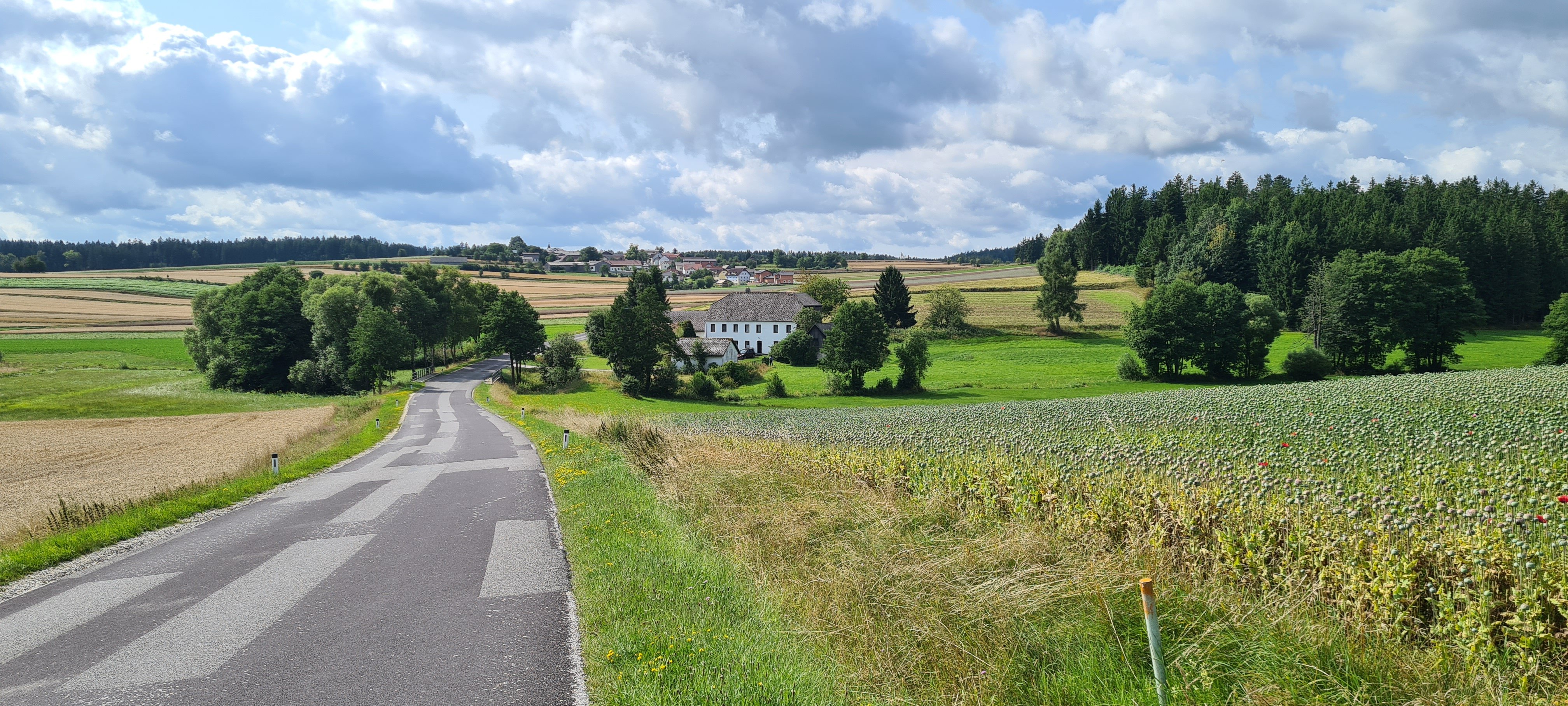
Blick auf die Zwickelmühle und den Ort im Hintergrund

## Geschichte
Der Ort wurde am 25. Oktober 1321 erstmals in einem Kaufbrief (Heinrich III von Lonsdorf verkaufte die Gült für das Gebiet der Ortschaften Langschlag, Biberschlag, Gürtelberg, Spielberg, Kleingöttfritz und Kaltenbach an Alber(o) von Streitwiesen) urkundlich als „Gotfrides“ erwähnt und weist auf einen Ortsgründer namens Gottfried hin. Er gehörte zur Herrschaft Rappottenstein, später zur Herrschaft Ottenschlag, 
Im Jahr 1822 wurde der Ort als Dorf mit dreizehn Häusern genannt, das nach Grafenschlag eingepfarrt war, wohin auch die Kinder eingeschult wurden. Die Herrschaft Ottenschlag besaß die Ortsobrigkeit, übte die Landgerichtsbarkeit aus, besorgte die Konskription und hatte die Grundherrschaft inne.
Nach der Entstehung der Ortsgemeinden 1849 wurde er eine Katastralgemeinde der Gemeinde Kleinnondorf und wurde nach deren Auflösung mit 1. Jänner 1967 ein Teil der Großgemeinde Grafenschlag.
Laut Adressbuch von Österreich waren im Jahr 1938 in der Ortsgemeinde Kleingöttfritz ein Gastwirt, ein Schneider, ein Viktualienhändler und einige Landwirte ansässig. Zudem gab es zwei Mühlen mit angeschlossenem Sägewerk.

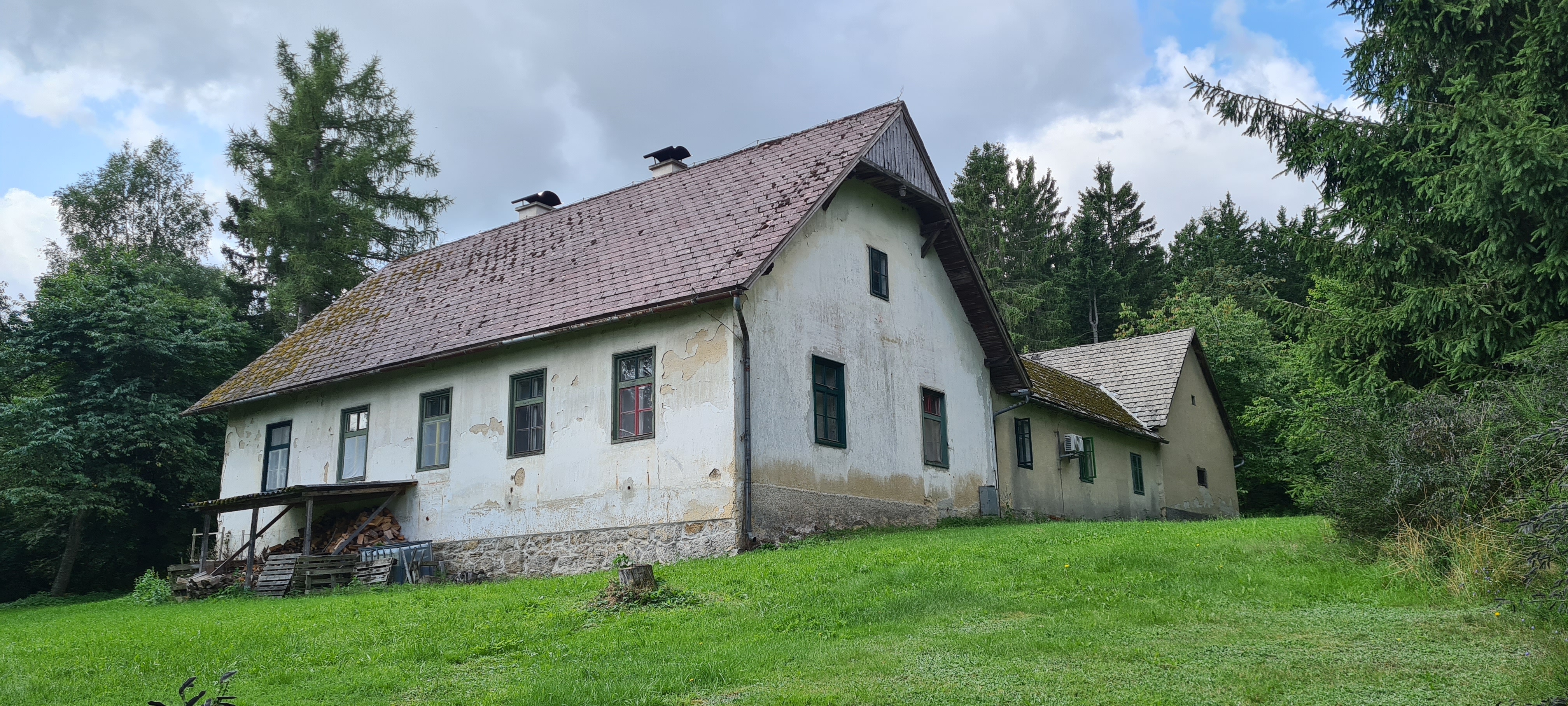
Jagdhaus Nagelhof südlich des Ortes gelegen

## Siedlungsentwicklung
Zum Jahreswechsel 1979/1980 befanden sich in der Katastralgemeinde Kleingöttfritz insgesamt 24 Bauflächen mit 11.712 m² und 9 Gärten auf 1653 m², 1989/1990 gab es 30 Bauflächen. 1999/2000 war die Zahl der Bauflächen auf 70 angewachsen und 2009/2010 bestanden 35 Gebäude auf 68 Bauflächen.

## Bodennutzung
Die Katastralgemeinde ist landwirtschaftlich geprägt. 161 Hektar wurden zum Jahreswechsel 1979/1980 landwirtschaftlich genutzt und 321 Hektar waren forstwirtschaftlich geführte Waldflächen. 1999/2000 wurde auf 138 Hektar Landwirtschaft betrieben und 341 Hektar waren als forstwirtschaftlich genutzte Flächen ausgewiesen. Ende 2018 waren 131 Hektar als landwirtschaftliche Flächen genutzt und Forstwirtschaft wurde auf 343 Hektar betrieben. Die durchschnittliche Bodenklimazahl von Kleingöttfritz beträgt 25,3 (Stand 2010).

## Sehenswürdigkeiten

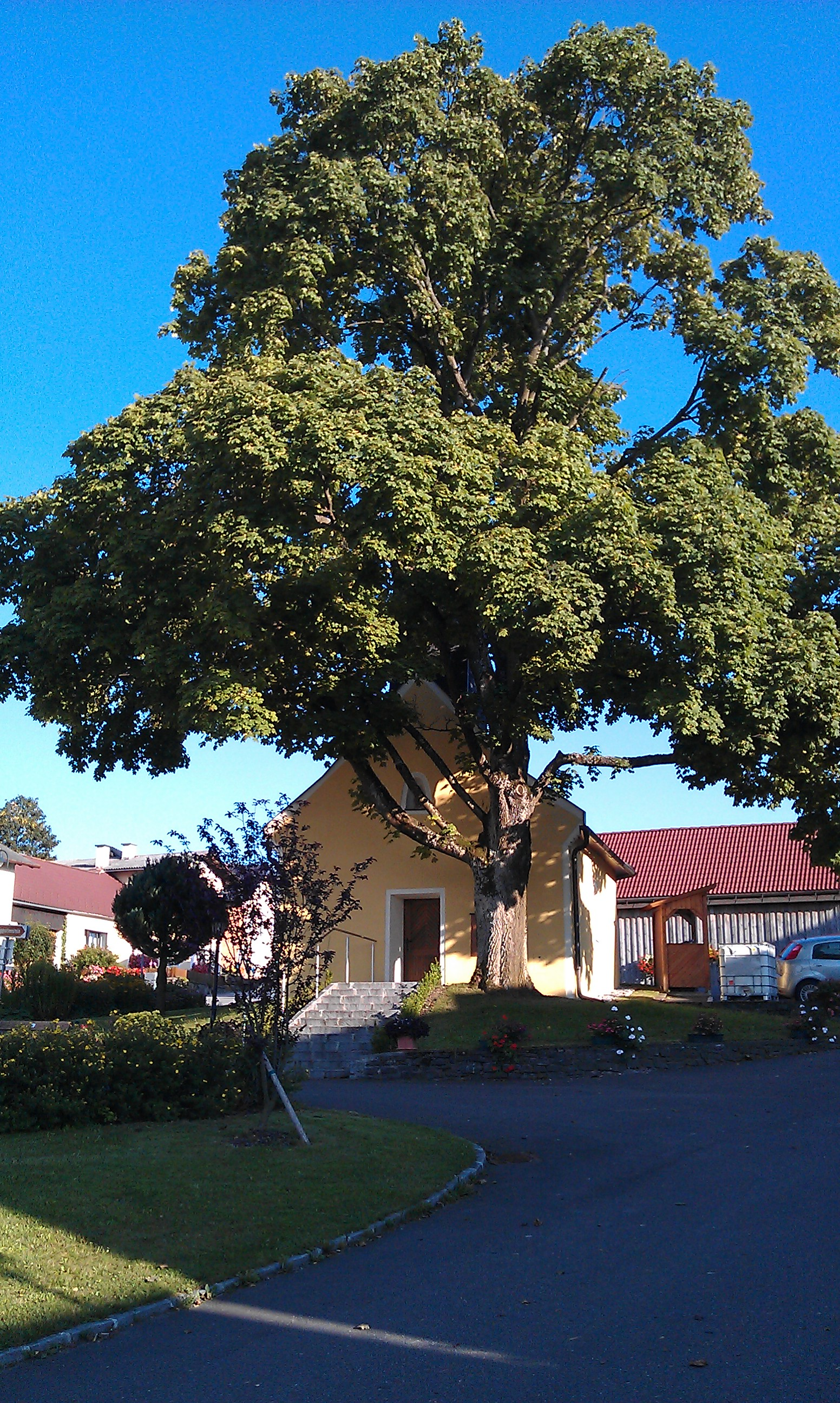
Ortskapelle Kleingöttfritz

- denkmalgeschützte Ortskapelle von 1847, 1971 renoviert
- Purzelkampbrücke bei der Zwicklmühle